# آدم‌فروش
آدم فروش نام یک آلبوم موسیقی اثر شادمهر عقیلی هنرمند ایرانی است که در اسفند سال ۱۳۸۲ منتشر شده‌است. آلبوم آدم فروش دومین آلبوم رسمی شادمهر عقیلی پس از مهاجرتش از ایران است.

## حواشی آلبوم آدم فروش
در زمان انتشار این آلبوم شایعه‌ای به وجود آ مد که شادمهر تراک آدم فروش را برای مسعود کیمیایی کارگردان مطرح سینمای ایران خوانده است. گویا مسعود کیمیایی که قرار بوده اسپانسر اولین کنسرت شادمهر در خارج از ایران باشد با شادمهر به توافق نمی‌رسد و در پی مشکلات به وجود آمده با او، در ادارهٔ مهاجرت کانادا برای شادمهر مشکلاتی را ایجاد می‌کند. این حواشی توسط شادمهر طی مصاحبه ای با رادیو بی‌بی‌سی عنوان شد.در کاور پشتی  آلبوم آدم فروش عکسی از علی مرادخانی و مسعود کیمیایی وجود دارد که عاملان  اصلی فراری دادن و مهاجرت شادمهر عقیلی  می باشند.
"عرشیا" از دوستان و همکاران سابق شادمهر در ایران مدتی بعد از انتشار آهنگ آدم فروش، قطعه‌ای به نام وطن فروش را علیه شادمهر منتشر کرد.

## تیم تولید آلبوم
آهنگساز: شادمهر عقیلی
تنظیم کننده: شادمهر عقیلی
ترانه سرایان: نیلوفر لاری‌پور / مونا برزویی / فرزاد حسنی / بابک روزبه / شاهکار بینش پژوه
نوازندگان:
ویلن/گیتار/پیانو/کیبورد/سینث‌سایزر: شادمهر عقیلی
میکس و مسترینگ: مازیار خادمی
ضبط: استودیو کیا
اپراتور: ENAM
تهیه کننده: نوا مدیا
عکس و طرح روی جلد: یوسف.ش

## فهرست آهنگ‌ها
| ردیف | نام ترانه        | ترانه سرا        | آهنگساز                                     | تنظیم کننده  |
| ---- | ---------------- | ---------------- | ------------------------------------------- | ------------ |
| ۱    | آدم فروش         | نیلوفر لاری‌پور   | شادمهر عقیلی                                | شادمهر عقیلی |
| ۲    | عمراً             | بابک روزبه       | شادمهر عقیلی                                | شادمهر عقیلی |
| ۳    | اشک من           | مونا برزویی      | شادمهر عقیلی                                | شادمهر عقیلی |
| ۴    | دل دیوونه        | نیلوفر لاری‌پور   | برگرفته از موسیقی یونانی                    | شادمهر عقیلی |
| ۵    | تهدید            | شاهکار بینش پژوه | شادمهر عقیلی                                | شادمهر عقیلی |
| ۶    | وقتی گفتی نرو    | مونا برزویی      | شادمهر عقیلی                                | شادمهر عقیلی |
| ۷    | کل کل            | فرزاد حسنی       | شادمهر عقیلی                                | شادمهر عقیلی |
| ۸    | چارداش (بی کلام) | nill             | برگرفته از موسیقی ایتالیایی (ویتوریو مونتی) | شادمهر عقیلی |